# C'est dommage
Singles de Mireille Mathieu
Une histoire d'amour (chanson)
(1971) Mille fois bravo
(1971)
C'est dommage est une chanson de la chanteuse française Mireille Mathieu sorti en 1971 sous le label Barclay.